# Гоз-Бейда
Гоз-Бейда́ (фр. Goz Beïda, араб. قوز بيدا‎) — город и супрефектура в Чаде, расположенный на территории региона Сила. Является одновременно административным центром региона и департамента Кимити.

## Географическое положение
Город находится в юго-восточной части Чада, к востоку от хребта Хаджер-Аркоп, на высоте 553 метров над уровнем моря.
Гоз-Бейда расположена на расстоянии приблизительно 680 километров к востоку от столицы страны Нджамены.

## Климат
Климат города характеризуется как полупустынный жаркий (BSh в классификации климатов Кёппена). Среднегодовая температура воздуха составляет 27,3 °C. Средняя температура самого холодного месяца (января) составляет 24,2 °С, самого жаркого месяца (мая) — 30,9 °С. Расчётная многолетняя норма осадков — 606 мм. В течение года количество осадков распределено неравномерно, основная их масса выпадает в период с мая по октябрь. Наибольшее количество осадков выпадает в августе (214 мм).

## Население
По данным официальной переписи 2009 года численность населения Гоз-Бейды составляла 66 107 человек (32 441 мужчина и 33 666 женщин). Дети в возрасте до 15 лет составляли 55,4 % от общего количества жителей супрефектуры.

## Транспорт
К востоку от Гоз-Бейды расположен одноимённый аэропорт (ICAO: FTTG).